# William Goh Seng Chye
William Goh Seng Chye (xinès simplificat: 吴成才, pinyin: Wú Chéngcái; Singapur, 25 de juny de 1957) és un cardenal i arquebisbe catòlic de Singapur, arquebisbe de Singapur des del 20 de maig de 2013.

## Biografia
William Goh Seng Chye va néixer el 25 de juny de 1957 a la ciutat-estat de Singapur, una arxidiòcesi del mateix nom, que aleshores era una colònia de la Corona Britànica (ara República independent).

### Formació i ministeri sacerdotal
Nascut a Singapur, Goh va assistir a la Montfort Junior School i a la Montfort Secondary School a Hougang, on va viure. Va ampliar els seus estudis de filosofia al Seminari Major (Col·legi General) i va fer els seus estudis teològics al Seminari Major de Singapur. Goh és de la primera cohort de seminaristes que es va graduar del recentment construït Seminari Major Sant Francesc Xavier a Punggol.
Després de la seva graduació, va ser destinat a l'Església de la Santa Creu on va servir com a sacerdot ajudant de Nicholas Chia (més tard arquebisbe de Singapur). El 1985 es va llicenciar en Teologia per la Pontifícia Universitat Urbaniana de Roma. Va ser ordenat sacerdot l'1 de maig de 1985 per Gregory Yong, arquebisbe de Singapur, a l'Església de la Sagrada Família. Goh va continuar els seus estudis a Roma, rebent una llicenciatura en teologia dogmàtica per la Pontifícia Universitat Gregoriana.
Tornant a Singapur, va ser destinat com a formador resident i director de l'any d'iniciació al Seminari Major i professor de teologia sistemàtica. El 1992 també va ser nomenat rector de l'església de Santa Anna. El 1995, Goh es va convertir en membre de la Comissió Assessora Teològica de la Federació de Conferències Episcopals d'Àsia. Esdevingué degà d'Estudis del Seminari Major, després procurador i finalment rector del Seminari Major, on romangué. Goh va ser el director espiritual del Centre d'Espiritualitat Catòlica Arxidiocesà, Amplify Youth Ministry, Jesus Youth Singapore i Catholic Charismatic Renewal Experience.

### Arquebisbe coadjutor
El 29 de desembre de 2012, el papa Benet XVI el va nomenar arquebisbe coadjutor de Singapur. Va rebre la seva consagració episcopal el 22 de febrer de 2013 del Nunci Apostòlic a la República de Singapur Leopoldo Girelli i dels co-consagradors Nicholas Chia i Murphy Pakiam. A la seva consagració van assistir el president de la República de Singapur, Tony Tan Keng Yam, el viceprimer ministre Teo Chee Hean, el cap de justícia de Singapur Sundaresh Menon, dignataris de l'estat, vint bisbes, més de 170 sacerdots i uns 14.000 catòlics, juntament. amb representants de les principals religions de Singapur. En una carta a Goh, primer ministre Lee Hsien Loong va dir que el govern de Singapur sempre ha tingut "relacions estretes i de cooperació" amb l'arxidiòcesi catòlica de Singapur i esperava continuar i enfortir les bones relacions amb el futur arquebisbe.
L'endemà de la seva ordenació episcopal, Goh va organitzar una recepció al Centre d'Espiritualitat Catòlica. Entre els convidats hi havia el primer ministre Lee Hsien Loong i la seva dona. Entre els convidats també hi havia el jutge en cap Sundaresh Menon, membres del Parlament i membres de les organitzacions interreligioses (IRO).
Goh va abordar el tema del secularisme dient: "La preocupació més gran de l'Església avui és simplement això: que el món s'està secularitzant massa. En si mateix no està malament. És quan la secularització es converteix en secularisme, és a dir, anti-Església i anti-religió. I així sense religió, sense fe en l'absolut, perquè Déu és l'absolut, llavors no tenim un fonament objectiu per als valors morals... Com a resultat, la gent està dividida, la gent està fragmentada, perquè Tot es basa en el relativisme, que vol dir simplement que és cosa de cadascú pensar. Com podem construir una societat unida quan no tenim un referent, una base per a la unitat?"
Goh també va dir que l'Església es preocupa pel bé comú de la societat com la justícia, l'harmonia i el progrés i que continuarà treballant amb el govern per aconseguir aquests bé comú per a la societat. Va afegir que l'Església reconeix que l'ordenació justa de la societat és responsabilitat i competència de l'Estat, i que l'Església no pot assumir el paper del govern, ni imposar els seus valors als creients d'altres confessions. Quan se li va preguntar quina era la seva primera prioritat com a arquebisbe de Singapur, va dir que era implicar els joves de Singapur, ja que són "vibrants, creatius i plens d'energia". Va afegir que li agradaria conèixer-los per entendre les seves aspiracions i com poden contribuir al creixement de l'Església Catòlica Romana.
Goh també es va comprometre a reexaminar l'estructura de l'Església i fer-la més eficaç i eficient perquè hi hagi més comunicació i comprensió dins de l'Església perquè l'Església pugui operar i treballar en unitat i pau.

### Arquebisbe
Goh es va convertir en arquebisbe el 20 de maig de 2013 quan el papa Francesc va acceptar la dimissió del seu predecessor, l'arquebisbe Nicholas Chia Yeck Joo. És el segon clergue nascut a Singapur que ocupa el càrrec d'arquebisbe. Un comunicat de premsa del seu despatx afirmava que una de les seves primeres tasques va ser "enfortir els vincles fraternals al presbiteri i aprofitar els carismes i la passió dels seus germans sacerdots" perquè poguessin empoderar els laics perquè fossin "co- responsable en la missió de l'Església". També va anunciar una nova línia de titulars d'oficines clau. El 24 de maig va seguir un servei d'instal·lació.
El 2014, Goh va ser nomenat membre del Consell Presidencial per a l'Harmonia Religiosa. El 2015, Goh va ser nomenat membre del Consell Presidencial per als Drets de les Minories.

### Cardenal
El 29 de maig de 2022, el papa Francesc va anunciar que tenia previst fer de Goh cardenal en un consistori previst per al 27 d'agost. El 27 d'agost, el papa Francesc el va nomenar cardenal prevere, assignant-li el títol de Santa Maria Regina Pacis a Ostia Lido. Goh és el primer cardenal de Singapur.